# Куммерфельд
Куммерфельд (нем. Kummerfeld) — община в Германии, в земле Шлезвиг-Гольштейн. 
Входит в состав района Пиннеберг. Подчиняется управлению Пиннау.  Население составляет 2055 человек (на 31 декабря 2010 года). Занимает площадь 6,5 км².